# Arthur H. Taylor
Arthur Herbert Taylor (* 29. Februar 1852 in Caledonia Springs, Ontario, Kanada; † 20. Februar 1922 in Petersburg, Indiana) war ein US-amerikanischer Politiker. Zwischen 1893 und 1895 vertrat er den Bundesstaat Indiana im US-Repräsentantenhaus.

## Werdegang
Im Jahr 1856 zog Arthur Taylor mit seinen Eltern in das Yates County im Staat New York, wo er die öffentlichen Schulen besuchte. Danach arbeitete er für einige Jahre als Lehrer. Im Jahr 1869 zog er nach Indianapolis in Indiana. Nach einem Jurastudium und seiner im Jahr 1873 erfolgten Zulassung als Rechtsanwalt begann er dort in diesem Beruf zu praktizieren. Ein Jahr später verlegte er seinen Wohnsitz und seine Kanzlei nach Petersburg. Zwischen 1880 und 1884 war Taylor Staatsanwalt im elften Gerichtsbezirk von Indiana.
Politisch war er Mitglied der Demokratischen Partei. Bei den Kongresswahlen des Jahres 1892 wurde er im ersten Wahlbezirk von Indiana in das US-Repräsentantenhaus in Washington, D.C. gewählt, wo er am 4. März 1893 die Nachfolge von William F. Parrett antrat. Da er im Jahr 1894 nicht bestätigt wurde, konnte er bis zum 3. März 1895 nur eine Legislaturperiode im Kongress absolvieren.
Nach seinem Ausscheiden aus dem US-Repräsentantenhaus praktizierte Taylor wieder als Anwalt in Petersburg, wo er am 20. Februar 1922 auch starb.